# Hexatoma (Cladolipes) simplex asiatica
Hexatoma (Cladolipes) simplex asiatica is een ondersoort van de tweevleugelige Hexatoma (Cladolipes) simplex uit de familie steltmuggen (Limoniidae). De ondersoort komt voor in het Palearctisch gebied.